# ماكو فكة (مسلسل)
ماكو فكة، مسلسل كوميدي سعودي من إنتاج تلفزيون دبي.
من بطولة الفنانين محمد العيسى وبشير الغنيم وعوض عبد الله ووجنات الرهبيني ومشعل المطيري وغزلان والمنتصر بالله ومن سوريا رنا أبيض ومن تأليف علاء حمزه وإخراج ناجي طعمي إنتاج عمرو القحطاني